# Kleingöhren

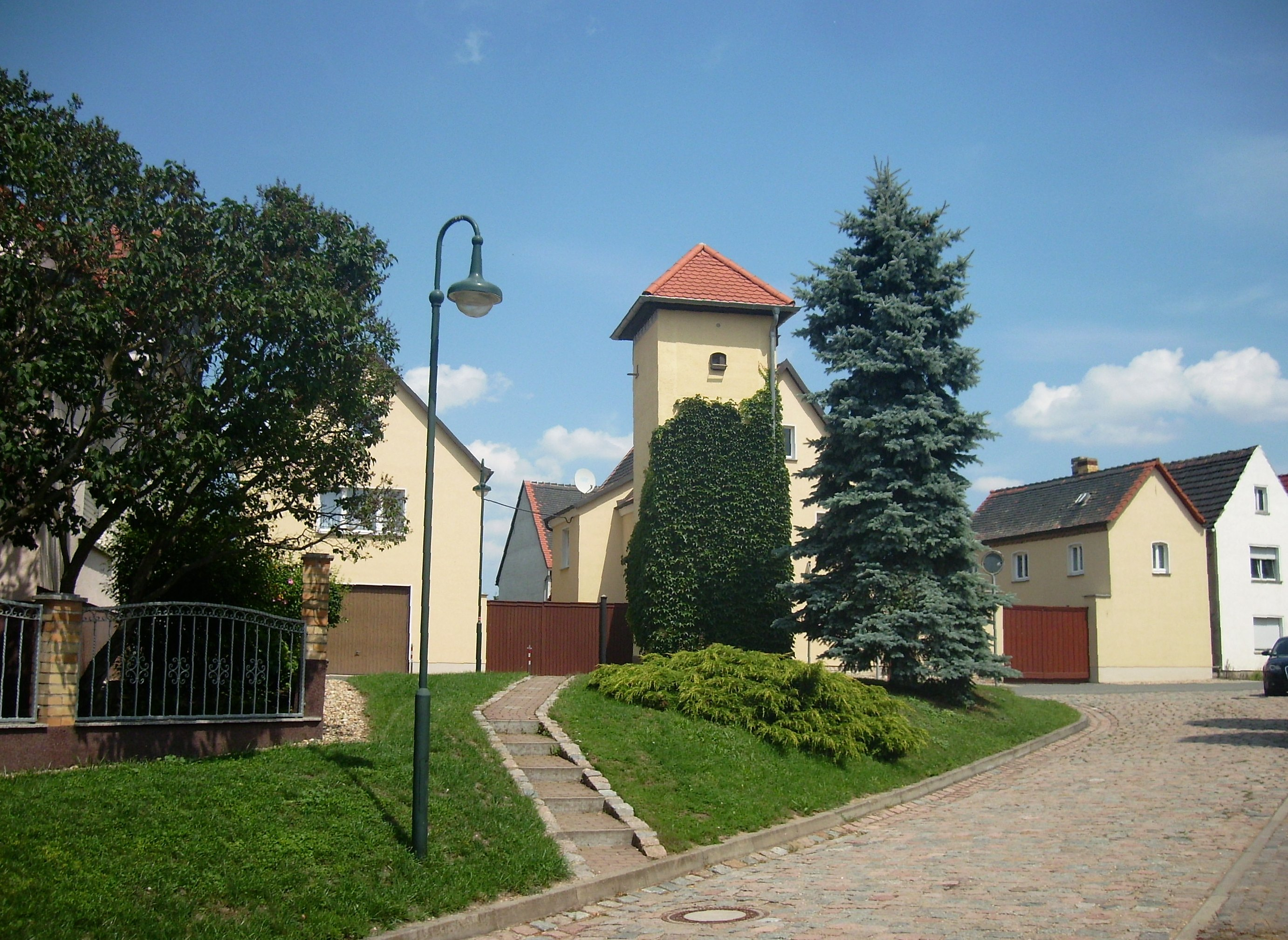
Ortsbild mit Trafostation in Kleingöhren (2012)

Kleingöhren ist eine zum Ortsteil Rippach  der Stadt Lützen im Burgenlandkreis in Sachsen-Anhalt gehörige Ortschaft.

## Geografie
Kleingöhren liegt südwestlich von Lützen zwischen Leipzig und Weißenfels sowie zwischen den Tagebaugebieten von Zwenkau und Profen. Umgeben ist die Ortschaft von umfangreichen landwirtschaftlichen Nutzflächen. Östlich des Ortes fließt die Rippach vorbei.
Unmittelbar nordwestlich neben Kleingöhren liegt Großgöhren. Südlich des Ortes liegt Poserna und östlich Stößwitz.
Nördlich von Kleingöhren führt die A 38 vorbei, die sich am Autobahnkreuz Rippachtal mit der A 9 kreuzt.

## Geschichte
Kleingöhren gehörte bis 1815 zum hochstift-merseburgischen Amt Lützen unter kursächsischer Oberhoheit. Durch die Beschlüsse des Wiener Kongresses kam der Ort mit dem Westteil des Amts Lützen zum Königreich Preußen und wurde 1816 dem Kreis Merseburg im Regierungsbezirk Merseburg der Provinz Sachsen zugeteilt.
Im Jahre 1841 gab es in Kleingöhren 21 Häuser mit 125 Einwohnern, die nach Großgöhren eingepfarrt waren. In der Nähe des Ortes lag der Elsterfloßgraben.
Am 1. Juli 1950 schlossen sich Rippach, Groß-, Kleingöhren und Pörsten zur Gemeinde Rippach zusammen. Bei der zweiten Kreisreform in der DDR kam der Ort am 25. Juli 1952 zum Kreis Weißenfels im Bezirk Halle, der 1994 zum vergrößerten Landkreis Weißenfels und 2007 zum Burgenlandkreis kam.
Am 1. Januar 2010 schlossen sich die bis dahin selbstständigen Gemeinden Rippach, Muschwitz, Poserna, Großgörschen und Starsiedel mit der Stadt Lützen zur neuen Stadt Lützen zusammen.

## Wirtschaft
Neben der Landwirtschaft gibt es im Ort auch zwei Reiterhöfe, die naturnahes Leben und Umgang mit Tieren auf einem Bauernhof und Übernachtungsmöglichkeiten für Touristen bieten.